# Trait australien
Le trait australien (anglais : Australian Draught Horse) est une race de chevaux de trait sélectionnée en Australie à partir de diverses autres races, majoritairement anglaises, importées par les colons australiens au XIXe siècle.  L'Australian Draught Horse Stud Book Society est fondée vers 1979. Ce grand cheval de trait influencé par le Shire et le Clydesdale est réputé pour sa force et son bon tempérament. Utilisé pour la traction lourde, le trait australien est vraisemblablement une race locale à faibles effectifs.

## Histoire

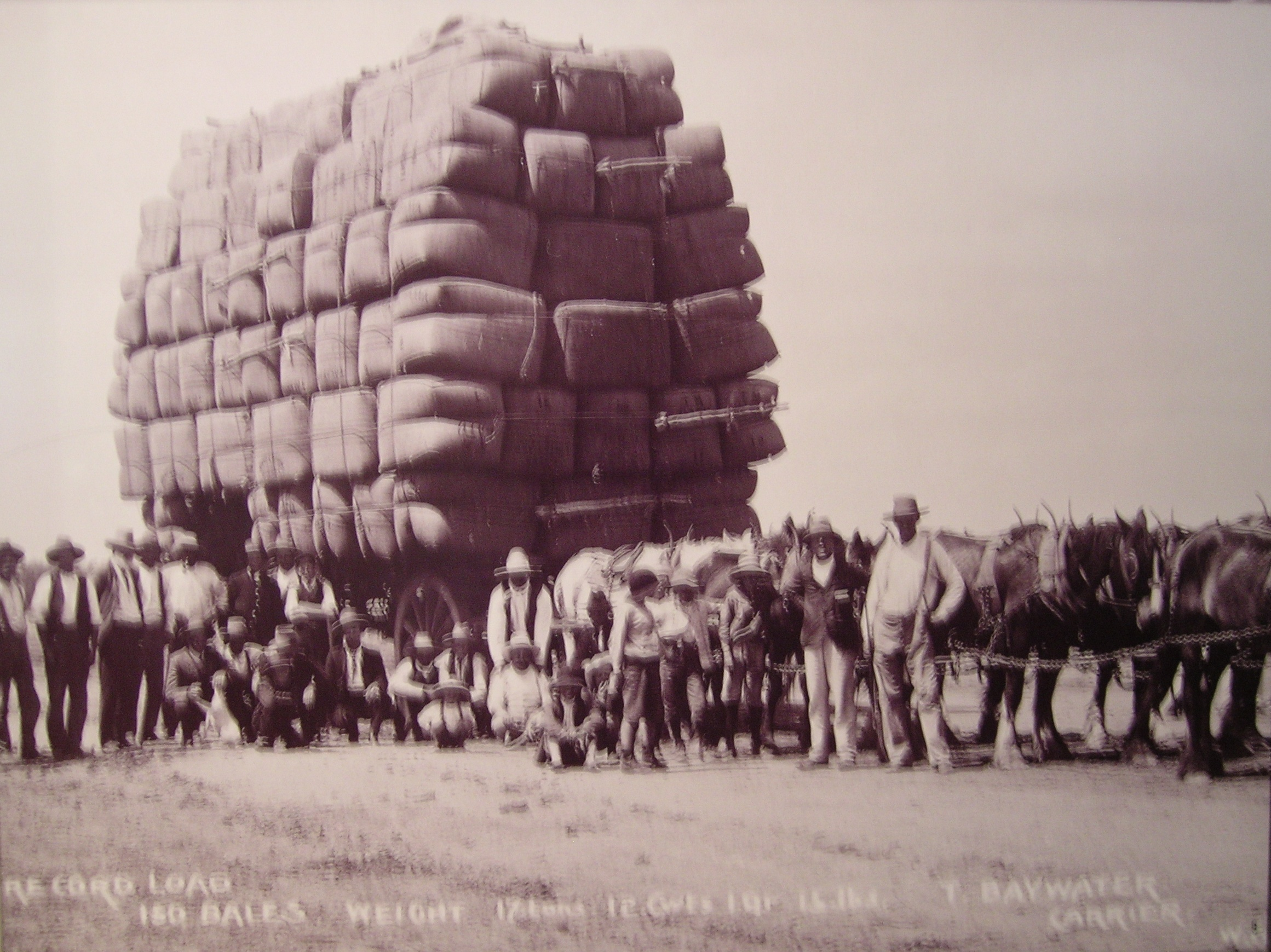
Un équipage de traits australiens réalisant un record en tractant une charge de 150 balles de laine.

L'origine du cheval de trait australien remonte à l'importation, vers 1854, d'étalons et de juments de diverses races provenant d'Angleterre et des Flandres, vers l'Australie. La Tasmanie est à l'avant-garde de l'élevage de chevaux pour les travaux de ferme, en raison du rôle joué par la Van Diemen’s Land Company. Cette société a également importé des Shire, qui ont ensuite été amenés dans l'Australie-Occidentale et l'Australie-Méridionale à la fin des années 1830.
Les bœufs effectuent la plupart des travaux de trait lourd jusqu'aux années 1850. Le développement de l'industrie agricole après la ruée vers l'or nécessite des chevaux de trait pour des mouvements plus rapides avec les chargements. Les colons écossais font beaucoup pour promouvoir l'utilisation des Clydesdales, en raison de leur habitude avec la race. Les frères Weinholt créent un haras remarquable à Maryvale dans le Queensland, en 1885. La plupart des États préfèrent les chevaux Shire, mais au Victoria, le Clydesdale est plus populaire. Les chevaux Suffolk Punch sont favorisés dans le nord de Nouvelle-Galles du Sud. Dans l'ensemble, le cheptel de traits australien est constitué à partir d'un mélange de Shire et de Clydesdale.
Le trait australien a été développé au fil des années par croisements entre quatre races reconnues de chevaux de trait présentes en Australie depuis l'époque coloniale. Ces races sont le Clydesdale, le Percheron, le Shire et le Suffolk Punch, plus tard des importations de chevaux belges et, occasionnellement, certaines lignées de chevaux légers,. Le stud-book du Clydesdale est établi en Australie en 1915. Auparavant, l'élevage était un peu aléatoire. Après 1918, les tracteurs remplacent rapidement les chevaux de trait jusqu'à ce que la dépression des années 1930 entraîne un regain d'intérêt pour eux. En 1950, les tracteurs ont pratiquement remplacé le cheval de trait sur les propriétés rurales de l'Australie. L'Australian Draught Horse Stud Book Society est établie vers 1979, dans le but de promouvoir ces chevaux, leur élevage et les programmes d'élevage.

## Description
Le trait australien est un cheval de trait lourd. C'est une race composite, influencée par de nombreuses races, qui peut présenter des types différents. Il évoque cependant nettement le Shire et le Clydesdale. De grande taille et de poids important, il toise 1,62 m à 1,80 m, pour 600 à 900 kg. 
La tête est de taille moyenne, avec un front large et de grands yeux. L'encolure est longue et musclée, particulièrement bien développée chez les étalons. Le poitrail est large. Le garrot est peu marqué. L'épaule est musclée, et se fond dans la poitrine. Poitrine, hanche et arrière-main sont larges et musclés. La croupe est puissante et large, légèrement arrondie. Les membres antérieurs sont bien placés sous le corps. 
Le trait australien doit posséder une bonne action. En 1905, la race était remarquée pour être plus lente que le Clydesdale dans ses déplacements, donc plus adaptée au travail de traction lourde au pas.
Les juments produisent en moyenne 1 340 kg de lait par lactation.

### Robe
De nombreuses couleurs de robes se rencontrent, toutes les robes unies sont acceptées, mais trop de blanc n'est pas favorisé sur la tête ou le corps. Les balzanes sont acceptablesseulement si elles ne dépassent pas le niveau du genou.

### Tempérament et entretien
La race est réputée intelligente et polyvalente, de tempérament aimable. La constitution est robuste, et ils possèdent une bonne endurance.

## Utilisations

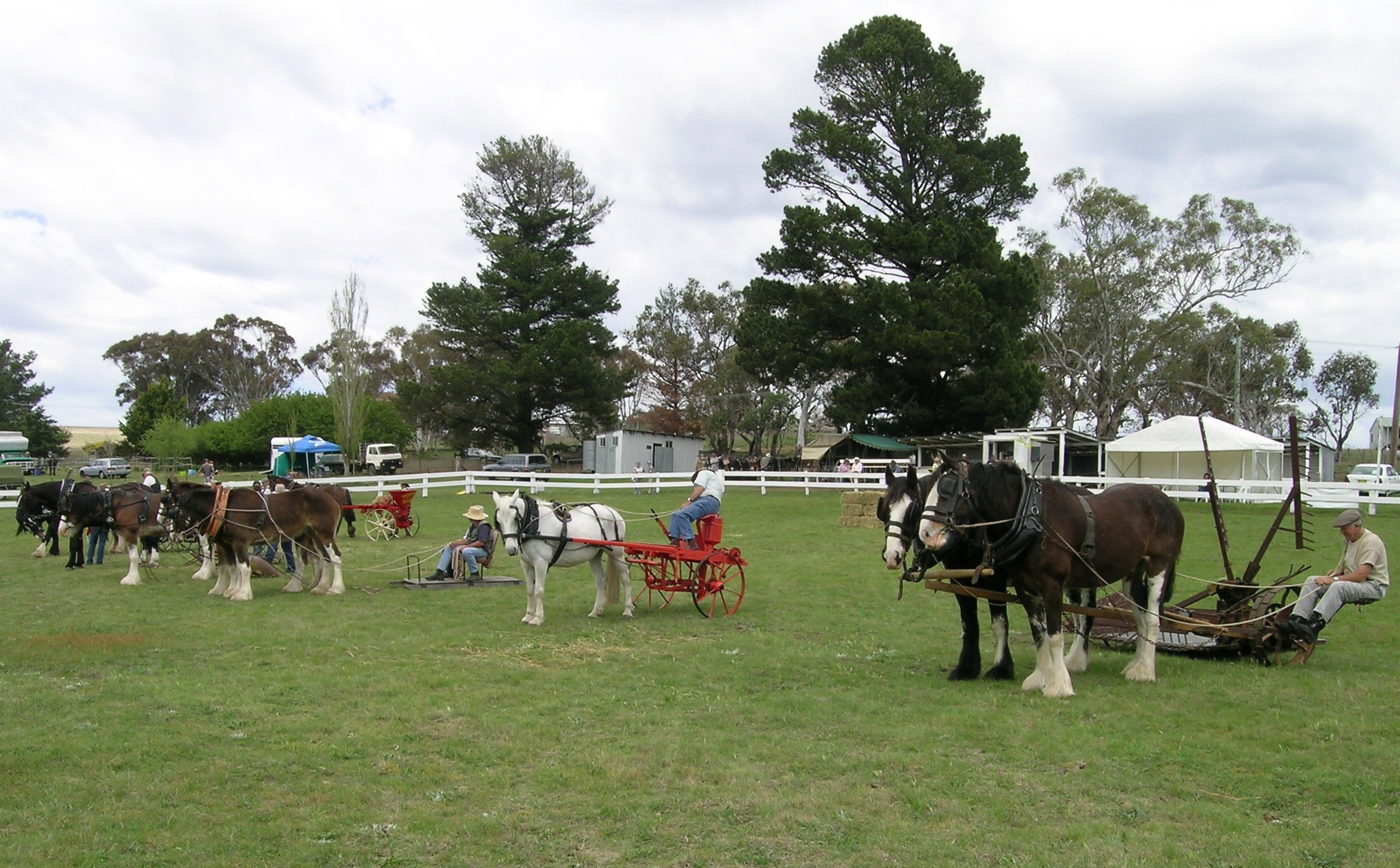
Compétition de traits australiens.

Désormais, le trait australien est populaire en show de présentation en main, et sous la selle autant qu'en compétition de traction lourde : il participe aux compétitions de labour dans tous les états d'Australie. Il est toujours employé comme animal de travail dans les petites fermes ou pour le débardage des zones boisées,. Il peut aussi être monté.

## Diffusion de l'élevage
La base de données DAD-IS enregistre l'Australian Draught Horse comme une race locale australienne, mais n'indique pas d'effectifs ni de niveau de menace. L'étude menée par Rupak Khadka de l'Université d'Uppsala pour la FAO, et publiée en 2010, le signale comme race locale océanienne dont le niveau de menace est inconnu. Il s'agit vraisemblablement d'une race à faibles effectifs.